# Dominique Ducharme (hockey sur glace)
Pour les articles homonymes, voir Dominique Ducharme.
Dominique Ducharme (né le 12 mars 1973 à Notre-Dame-des-Prairies, dans la province de Québec au Canada) est un joueur professionnel retraité et entraîneur de hockey sur glace.

## Carrière d'entraîneur
Après trois saisons comme entraîneur-adjoint de Claude Julien, Ducharme est nommé entraîneur-chef par intérim des Canadiens de Montréal, le 24 février 2021, par le directeur-général, Marc Bergevin. Sous sa gouverne, les Canadiens terminent la saison avec 15 victoires et 23 défaites, mais accèdent aux séries éliminatoires de la Coupe Stanley 2021, causant la surprise en se rendant en finale de la Coupe Stanley.
Le mardi 13 juillet 2021, Ducharme signe une prolongation de contrat de trois ans avec l’équipe, devenant donc officiellement le 31e entraîneur-chef de l’histoire du Tricolore. Le 9 février 2022, il est congédié par les Canadiens de Montréal et remplacé par Martin St-Louis.  
Le 12 juillet 2023, il est engagé en tant qu'entraîneur-adjoint par les Golden Knights de Vegas
,.

## Statistiques

### Joueur
| Saison    | Équipe                        | Ligue      |    | Saison régulière | Saison régulière | Saison régulière | Saison régulière | Saison régulière |   | Séries éliminatoires | Séries éliminatoires | Séries éliminatoires | Séries éliminatoires | Séries éliminatoires |
| Saison    | Équipe                        | Ligue      | PJ | B                | A                | Pts              | Pun              | PJ               | B | A                    | Pts                  | Pun                  |                      |                      |
| 1990-1991 | Hawks de Hawkesbury           | LCHJ       | 55 | 58               | 82               | 140              | 34               |                  |   |                      |                      |                      |                      |                      |
| 1991-1992 | Catamounts du Vermont         | NCAA       | 31 | 13               | 19               | 32               | 20               |                  |   |                      |                      |                      |                      |                      |
| 1992-1993 | Catamounts du Vermont         | NCAA       | 31 | 16               | 22               | 38               | 20               |                  |   |                      |                      |                      |                      |                      |
| 1993-1994 | Catamounts du Vermont         | NCAA       | 32 | 12               | 30               | 42               | 24               |                  |   |                      |                      |                      |                      |                      |
| 1994-1995 | Catamounts du Vermont         | NCAA       | 35 | 13               | 23               | 36               | 28               |                  |   |                      |                      |                      |                      |                      |
| 1995-1996 | IceCaps de Raleigh            | ECHL       | 6  | 1                | 2                | 3                | 0                |                  |   |                      |                      |                      |                      |                      |
| 1995-1996 | Blizzard de Huntington        | ECHL       | 13 | 5                | 3                | 8                | 2                |                  |   |                      |                      |                      |                      |                      |
| 1995-1996 | Aces de Cornwall              | LAH        | 6  | 1                | 1                | 2                | 6                |                  |   |                      |                      |                      |                      |                      |
| 1996-1997 | Blizzard de Saint-Gabriel     | LHSPQ      | 3  | 3                | 1                | 4                | 0                |                  |   |                      |                      |                      |                      |                      |
| 1996-1997 | Toulouse Blagnac Hockey Club  | Division 2 | 27 | 56               | 49               | 105              | 46               |                  |   |                      |                      |                      |                      |                      |
| 1997-1998 | Hockey Club de Cergy-Pontoise | Division 2 | 28 | 73               | 68               | 141              | 40               |                  |   |                      |                      |                      |                      |                      |
| 1998-1999 | Hockey Club de Cergy-Pontoise | Division 1 | 28 | 29               | 34               | 63               | -                |                  |   |                      |                      |                      |                      |                      |
| 1999-2000 | Orques d'Anglet               | Élite      | 35 | 16               | 22               | 38               | 40               |                  |   |                      |                      |                      |                      |                      |
| 2000-2001 | Mission de Joliette           | LHSPQ      | 14 | 7                | 10               | 17               | 0                |                  |   |                      |                      |                      |                      |                      |
| 2000-2001 | Royaux de Sorel               | LHSPQ      | 26 | 11               | 14               | 25               | 12               | 6                | 4 | 2                    | 6                    | 4                    |                      |                      |
| 2001-2002 | Orques d'Anglet               | Élite      | 35 | 13               | 22               | 35               | -                |                  |   |                      |                      |                      |                      |                      |

### Entraîneur-chef
| Saison    | Équipe                      | Ligue                       |    | PJ | V  | D | N | Pr                          |  | Séries éliminatoires |
| 2004-2005 | Action de Joliette          | LHJAAAQ                     |    |    |    |   |   |                             |  |                      |
| 2005-2006 | Action de Joliette          | LHJAAAQ                     |    |    |    |   |   |                             |  |                      |
| 2006-2007 | Action de Joliette          | LHJAAAQ                     |    |    |    |   |   |                             |  |                      |
| 2007-2008 | Action de Joliette          | LHJAAAQ                     |    |    |    |   |   |                             |  |                      |
| 2011-2012 | Mooseheads d'Halifax        | LHJMQ                       | 68 | 39 | 22 | 0 | 7 | Défaite au 3e tour          |  |                      |
| 2012-2013 | Mooseheads d'Halifax        | LHJMQ                       | 68 | 58 | 6  | 0 | 4 | Vainqueurs                  |  |                      |
| 2012-2013 | Mooseheads d'Halifax        | Coupe Memorial              | 3  | 2  | 1  | 0 | 0 | Vainqueurs                  |  |                      |
| 2013-2014 | Mooseheads d'Halifax        | LHJMQ                       | 68 | 47 | 18 | 0 | 3 | Défaite au 3e tour          |  |                      |
| 2014-2015 | Mooseheads d'Halifax        | LHJMQ                       | 68 | 32 | 30 | 0 | 6 | Défaite au 2e tour          |  |                      |
| 2015-2016 | Mooseheads d'Halifax        | LHJMQ                       | 68 | 21 | 39 | 0 | 8 | Non qualifiés               |  |                      |
| 2016-2017 | Voltigeurs de Drummondville | LHJMQ                       | 68 | 28 | 34 | 0 | 6 | Défaite au 1er tour         |  |                      |
| 2017      | Canada                      | Championnat du monde junior | 7  | 5  | 2  | 0 | 0 | Défaite en finale           |  |                      |
| 2017-2018 | Voltigeurs de Drummondville | LHJMQ                       | 68 | 44 | 20 | 0 | 4 | Défaite au 2e tour          |  |                      |
| 2018      | Canada                      | Championnat du monde junior | 7  | 6  | 0  | 0 | 1 | Vainqueurs                  |  |                      |
| 2020-2021 | Canadiens de Montréal       | LNH                         | 38 | 15 | 16 | 0 | 7 | Finaliste                   |  |                      |
| 2021-2022 | Canadiens de Montréal       | LNH                         | 45 | 8  | 30 | 0 | 7 | Congédié en cours de saison |  |                      |

## Récompenses

### Comme joueur
- Ligue centrale de hockey junior A
  - Remporte le classement par point de la saison 1990-1991.
  - Nommé MVP de la saison 1990-1991.
  - Nommé joueur recrue de la saison 1990-1991.
  - Nommé dans la première équipe d'étoiles de la saison 1990-1991.
- Championnat NCAA de hockey sur glace
  - Nommé dans l'équipe d'étoiles recrue de l'ECAC Hockey.

### Comme entraîneur
- Ligue de hockey junior AAA du Québec
  - Récipiendaire de la Coupe Fred Page avec l'Action de Joliette lors de la saison 2005-2006.
- Ligue de hockey junior majeur du Québec
  - Récipiendaire du trophée Ron-Lapointe remis au meilleur entraineur lors de la saison 2012-2013.
  - Récipiendaire du trophée Jean-Rougeau remis au champion de la saison régulière avec le Mooseheads d'Halifax en 2012-2013.
  - Récipiendaire de la Coupe du président remis au champion des séries éliminatoires en 2012-2013.
  - Récipiendaire du trophée Paul-Dumont remis à la personnalité de l'année en 2017-2018.
- Ligue canadienne de hockey
  - Récipiendaire de la  Coupe Memorial avec le Mooseheads d'Halifax en 2012-2013.
  - Récipiendaire du trophée Brian-Kilrea remis au meilleur entraineur lors de la saison 2012-2013.
- Championnat du monde junior de hockey sur glace
  - Médaille d'argent avec l'Équipe du Canada en 2016-2017.
  - Médaille d'or avec l'Équipe du Canada en 2017-2018.